# Siège de Venlo (1702)
Guerre de Succession d'Espagne
Batailles
Campagnes de Flandre et du Rhin
- Landau (1702)
- Friedlingen (1702)
- Kehl (1703)
- Ekeren (1703)
- Höchstädt (1703)
- Spire (1703)
- Schellenberg (Donauworth) (1704)
- Blenheim (1704)
- Landau (1704)
- Vieux-Brisach (1704)
- Eliksem (1705)
- Ramillies (1706)
- Stollhofen (1707)
- Cap Béveziers (1707)
- Cap Lizard (1707)
- Audenarde (1708)
- Wynendaele (1708)
- Lille (1708)
- Gand (1708)
- Malplaquet (1709)
- Douai (1710)
- Bouchain (1711)
- Denain (1712)
- Bouchain (1712)
- Douai (1712)
- Landau (1713)
- Fribourg (1713)

Campagnes d'Italie
- Carpi (1701)
- Chiari (1701)
- Crémone (1702)
- Luzzara (1702)
- Verceil (1704)
- Cassano (1705)
- Nice (1705-1706)
- Calcinato (1706)
- Turin (1706)
- Castiglione (1706)
- Toulon (1707)
- Gaeta (1707)
- Cesana (1708)
- Syracuse (1710)

Campagnes d'Espagne et de Portugal
- Cadix (1702)
- Vigo (navale 1702)
- Cap de la Roque (1703)
- Gibraltar (août 1704)
- Ceuta (1704) (es)
- Málaga (1704)
- Gibraltar (1704-1705)
- Marbella (1705)
- Montjuïc (1705)
- Barcelone (1705)
- Badajoz (1705)
- Barcelone (1706)
- Murcie (1706) (es)
- El Albujón (1706) (es)
- Santa Cruz de Ténérife (1706) (en)
- Almansa (1707)
- Xàtiva (1707)
- Ciudad Rodrigo (1707) (en)
- Lérida (1707)
- Tortosa (1708)
- Minorque (1708)
- Gudiña (1709)
- Almenar (1710)
- Saragosse (1710)
- Brihuega (1710)
- Villaviciosa (1710)
- Barcelone (1713-1714)

Campagnes de Hongrie
- Saint-Gotthard (1703) (en)
- Biskupice (1704) (en)
- Smolenice (1704) (en)
- Koroncó (1704) (en)
- Zsibó (1705) (en)
- Saint-Gotthard (1705) (en)
- Trenčín (1708) (en)

Antilles et Amérique du sud
- Santa Marta (1702)
- Guadeloupe (1703)
- Nassau (1703)
- Colonia del Sacramento (1704)
- Carthagène (1708)
- Rio (1710)
- Carthagène (1711)
- Rio (1711)
- Cassard (1712)

Le siège de Venlo a lieu durant la guerre de Succession d'Espagne : l'armée des alliés du duc de Marlborough prend Venlo après un siège de quelques semaines. Venlo, place forte située sur la rive droite du Rhin, appartient au Duché de Gueldre. Il s'agit de la seconde place forte prise pendant la campagne de 1702 dans les Pays-Bas espagnols.

## Le siège
Le duc de Marlborough envoie d'abord le général Schultz avec un détachement s'assurer du fort de Weert pour soutenir le mouvement de ses troupes vers les forts de la Meuse.
En même temps, Marlborough détache un corps d'armée de 32 bataillons et 36 escadrons sous les ordres du comte de Nassau-Saarbruck et du général Coehoorn avec pour objectif de s'emparer de Venloo. Cette ville de Gueldre, située sur rive droite de la Meuse au nord de Ruremonde, est reliée au fort de Saint-Michel par un pont de bateaux et est défendue par les Français, forts de six bataillons d'infanterie des régiments d’Orléans, de Condé, de Vexin et de Santerre, 300 cavaliers du régiment Royal-Étranger cavalerie et 50 bouches à feu 38 canons et 12 mortiers. Le comte de Varo est le gouverneur de la ville tandis que le brigadier d'armée de Labadie commande les troupes françaises.
Le général Menno van Coehoorn est chargé de diriger les travaux tandis que le prince de Nassau-Saarbruck commande le siège. Le baron de Heyden, prussien, et le Hollandais Obdam (nl) parviennent à ouvrir une tranchée sur les deux rives et investissent la place avec leurs troupes le 5 septembre 1702. Les assiégeants sont renforcés le 8 septembre 1702 par un corps de troupes de Munster, composé de 2 000 fantassins et de 500 cavaliers. Ce renfort leur permet d'attaquer avec plus de vigueur le fort.
Le 18 septembre 1702, lord Cuts attaque le fort Saint-Michel avec le Royal Irish Regiment et le régiment du général Hukelem secondés par trois cents pionniers du colonel Blood. Les Anglais parviennent à prendre le fort Saint-Michel en faisant 200 prisonniers. Le 23 septembre 1702, les Alliés bombardent la ville de Venlo et parviennent à créer une brèche par laquelle ils mènent l'assaut. Le commandant de la Badie et le comte de Varo, sous la menace de la population, décident de capituler. La garnison française sort par la brèche et est conduite, non prisonnière, à Anvers.
L'armée des Alliés descend alors la Meuse pour investir Ruremonde.

## Conséquences
Le duc de Marlborough va prendre les différentes places de la Meuse en quelques semaines et les Alliés vont ainsi être maîtres de la navigation sur la Meuse entre Maestricht et les Provinces-Unies.

### Sources et bibliographie
Les sources sont classées par date de parution
- Jacques de Quincy, Histoire militaire du règne de Louis le Grand, vol. 3, (Paris), 1726, 825 p..
- Jean Churchill de Marlborough, Histoire de Jean Churchill, duc de Marlborough, vol. 1, Jean Imprimerie Impériale (Paris), 1808, 409 p. (lire en ligne).
- de Vault, Mémoires militaires relatifs à la guerre d'Espagne sous Louis XIV, vol. 2, Imprimerie Royale(Paris), 1836, 910 p..
- James Carmichël-Smith, Histoire abrégée des guerres dont les Pays-Bas ont été le théatre, F Oudart (Liége), 1843, 391 p..
- Louis-Prosper Gachard, Histoire de la Belgique au commencement du XVIIIe siècle, Librairie européenne C. Muquardt (Bruxelles), 1880 (lire en ligne).
- Henri Pirenne, Histoire de Belgique, vol. V, Lamertin, 1926, 584 p. (lire en ligne).